# Прибульці на горищі
Прибульці на горищі — фантастична комедія 2009 року.

## Сюжет
Кілька підлітків приїжджають на канікули в заміський будинок і, до свого жаху і здивування, виявляють на верхньому поверсі групу інопланетян. Хлопці, захищаючи свій будинок, вступають з ними в бій.